# Китката (седловина)
Седловина Китката е планинска седловина (проход) в Южна България, между Переликско-Преспанския дял на Западните Родопи на югозапад и планинския рид Драгойна на Източните Родопи на североизток в Община Черноочене, област Кърджали и Община Асеновград, област Пловдив.
Седловината е с надморската височина от 735 m и проходът през нея е с важно транспортно и стратегическо значение, тъй като свързва долината на река Арда с Горнотракийската низина. През нея преминава участък от 16,6 km (от km 20,6 до km 37,2) от второкласния Републикански път II-58 Черноочене – Тополово – Асеновград, който се поддържа целогодишно за преминаване на МПС. Проходът започва при разклона за село Йончово, насочва се на северозапад, преминава през курортната местност Паничково и след 5 km достига до седловината на 735 m н.в. От там вече в Община Асеновград пътят се спуска по северния склон на Переликско-Преспанския дял на Западните Родопи и след около 9 km завършва в долината на река Каялийка (десен приток на Марица), югоизточно от село Новаково на 418 m н.в.
На седловината, надясно на североизток се отклонява общински път за селата Ночево и Душка (двете в Община Черноочене), а на югозапад – общински път за селата Жълт камък и Узуново (двете в Община Асеновград).

## Топографска карта
- Лист от карта K-35-75. Мащаб: 1 : 100 000.